# Maren Günther
Maren Günther (ur. 18 czerwca 1931 w Dreilützow) – niemiecka polityk i nauczycielka, posłanka do Parlamentu Europejskiego III i IV kadencji.

## Życiorys
Ukończyła studium nauczycielskie w Monachium, pracowała jako nauczycielka i dyrektorka szkoły. Długoletnia działaczka Europa-Union Deutschland, była dyrektorem zarządzającym berlińskiego oddziału tej organizacji.
Jako polityk członkini Unii Chrześcijańsko-Społecznej w Bawarii, w 1970 współorganizowała struktury frakcji kobiecej Frauen-Union w Haar. W latach 1993–1999 sprawowała mandat eurodeputowanej, zasiadając we frakcji Europejskiej Partii Ludowej.